# Kostel svatého Jana Nepomuckého (Kařez)
Kostel svatého Jana Nepomuckého je sakrální stavba v Kařezu. Kostel byl postaven v letech 1940–1947 ze sbírek a darů s přispěním církevních i podnikatelských subjektů. Plány vypracoval architekt Josef Kunc z Berouna. Hlavní oltář byl zakoupen v Plzni, zvon byl roce 1956 získán z Maďarska. Kostel je filiálním ve farnosti Rokycany.

## Historie
Obec Kařez je prvně doložena r. 1281. Prochází jí silnice II/605, která vede paralelně s dálnicí D5. Má nově vybudovanou železniční zastávku na páteřní trati 170 z Prahy přes Plzeň do Chebu, která r. 2012 při výstavbě koridoru nahradila zrušené nádraží Zbiroh. Kostel se nachází při silniční odbočce a žlutě značené turistické cestě do Kařízku.
Iniciativa pro postavení kostela se začala projevovat v roce 1933, kdy se pro stavbu rozhodli věřící z Kařeza, Kařízka a Cekova. Stavba samotná ovšem z finančních důvodů započala až v roce 1940. Od roku 1942 zdržovala stavbu válka, kostel tak byl zkolaudován až 16. května 1947 v 10 hodin prelátem a generálním vikářem Bohumilem Opatrným. 16. prosince 1956 byl vysvěcen zvon o hmotnosti 32,5 kg.
Bohoslužby se v kostele konají každou první sobotu v měsíci.